# Riedelia rosacea
Riedelia rosacea là một loài thực vật có hoa trong họ Gừng. Loài này được Pieter van Royen miêu tả khoa học đầu tiên năm 1979.

## Phân bố
Loài này được tìm thấy tại Papua New Guinea. Mẫu vật điển hình: A.N. Millar NGF 15798 thu thập tại Papua New Guinea.